# Toril (kommunhuvudort)
Toril är en kommunhuvudort i Spanien.   Den ligger i provinsen Provincia de Cáceres och regionen Extremadura, i den centrala delen av landet, 190 km väster om huvudstaden Madrid. Toril ligger 258 meter över havet och antalet invånare är 231.
Terrängen runt Toril är platt. Runt Toril är det glesbefolkat, med 9 invånare per kvadratkilometer. Närmaste större samhälle är Talayuela, 17,5 km nordost om Toril. Omgivningarna runt Toril är huvudsakligen savann.